# Unión de Artistas Alemanes Libres
La Unión de Artistas Alemanes Libres (en francés: Union des Artistes Allemands Libres) fue una federación de artistas alemanes exiliados que vivían en París, Francia después del colapso de la República de Weimar y el establecimiento del Tercer Reich después de que los nazis llegaran al poder . Fue fundada en otoño de 1937 como la Union des Artistes Allemands (Unión de Artistas Alemanes, o Freier Künstlerbund en alemán) y agregando la palabra francesa para "libres", se llamó luego Union des Artistes Libres Allemands y luego la Union des Artistes Allemands Libres. En la primavera de 1938, se convirtió en la Union des Artistes Libres.
Algunos de los miembros de la Unión fueron difamados en la exhibición de los nazis Entartete Kunst. En 1938, la Unión organizó una exhibición llamada "Cinq Ans de Dictateure Hitlerienne" ("Cinco años de la dictadura Hitleriana") que se llevó a cabo en un edificio sindicato. Josef Breitenbach participó en el programa. Los miembros de la Unión incluyeron Max Ernst, Leonora Carrington, Otto Freundlich, Hans Hartung, Heinz Kiwitz y  Gert Wollheim, que fue cofundador.
La Unión publicó Freie Kunst und Literatur, un boletín informativo que más tarde se hizo cargo del Cartel Cultural Allemand, también fundado en París.